# Jornada Mundial de la Juventud 1989
La Jornada Mundial de la Juventud de 1989 tuvo lugar el 19 y el 20 de agosto de 1989 en Santiago de Compostela, España. Fue la primera vez que la Jornada no se celebró el día de Domingo de Ramos, siendo en medio del verano.

## El evento
Muchos participantes en la JMJ llegaron al lugar a pie tras recorrer el Camino de Santiago. El Papa recorrió a pie el último tramo del camino hasta la Catedral de Santiago. Caminó apoyado en un bastón como tantos otros peregrinos.
En Santiago se organizaron catequesis el día 19 de agosto sobre los temas "Cristo es el Camino", "Cristo es la Verdad", "Cristo es la Vida", inspirada en el versículo del Evangelio de san Juan (Juan 14.6). Entre los responsables de la catequesis, estuvieron Chiara Lubich (fundadora del Movimiento de los Focolares), Carlo Maria Martini, Massimo Camisasca y Antonio Lanfranchi.
La vigilia se cerró con la presencia del papa Juan Pablo II y tuvo lugar en el Monte do Gozo, colina situada a unos cinco kilómetros del centro de la ciudad. En ese lugar más tarde se erigió un monumento en memoria de la visita papal y de san Francisco de Asís, quien peregrinó a Santiago en el siglo XIII.